# Violett Beane
Violett Beane, née le 18 mai 1996 à St. Petersburg en Floride, est une actrice américaine.
Elle est surtout connue pour jouer Jesse Chambers Wells/Jesse Quick (en) dans la série télévisée Flash.

## Filmographie

### Cinéma

#### Longs métrages
- 2016 : Tower (film, 2016) (en) de Keith Maitland : Claire Wilson
- 2016 : Slash de Clay Liford : Lindsay
- 2017 : Flay de Eric Pham : Bethany
- 2018 : Action ou Vérité (Truth or Dare) de Jeff Wadlow : Markie Cameron
- 2025 : Drop Game (Drop) de Christopher Landon : Jen

### Télévision

#### Séries télévisées
- 2015 : The Leftovers : Taylor (5 épisodes)
- depuis 2015 : Flash : Jesse Chambers Wells/Jesse Quick (en)
- 2016 : Chicago Police Department (Chicago P.D.) : Maya Collins (saison 4, épisode 6)
- 2018 : Legends of Tomorrow : Jesse Chambers Wells/Jesse Quick (en) (1 épisode)
- 2018 : The Resident : Lily Kendall (8 épisodes)
- 2018 : God Friended Me : Cara Bloom (11 épisodes)
- 2024 : Meurtres et Autres Complications : Imogene Scott (10 épisodes)
- 2025 : Countdown :  Evan Shepherd